# L'appartamento
L'appartamento (The Apartment) è un film del 1960 diretto da Billy Wilder e interpretato da Jack Lemmon e Shirley MacLaine.
Oltre a riscuotere un enorme successo di pubblico e critica, ricevette dieci candidature agli Oscar vincendone ben cinque: miglior film, miglior regista, migliore sceneggiatura originale, miglior montaggio e migliore scenografia. I due protagonisti si aggiudicarono entrambi il Golden Globe e il Premio BAFTA per la loro brillante interpretazione.
Nel 1994 è stato scelto per la conservazione nel National Film Registry della Biblioteca del Congresso degli Stati Uniti, in quanto giudicato "di rilevante significato estetico, culturale e storico", e nel 2003 è entrato nella Film Hall of Fame della Online Film & Television Association. Nel 1998 è risultato 93º nella lista dei 100 migliori film statunitensi di sempre dell'American Film Institute e nell'edizione aggiornata del 2007 è salito all'80º posto. L'AFI lo ha inoltre posizionato al 20º posto tra le cento migliori commedie e al 62º tra i cento migliori film sentimentali del cinema americano.

## Trama

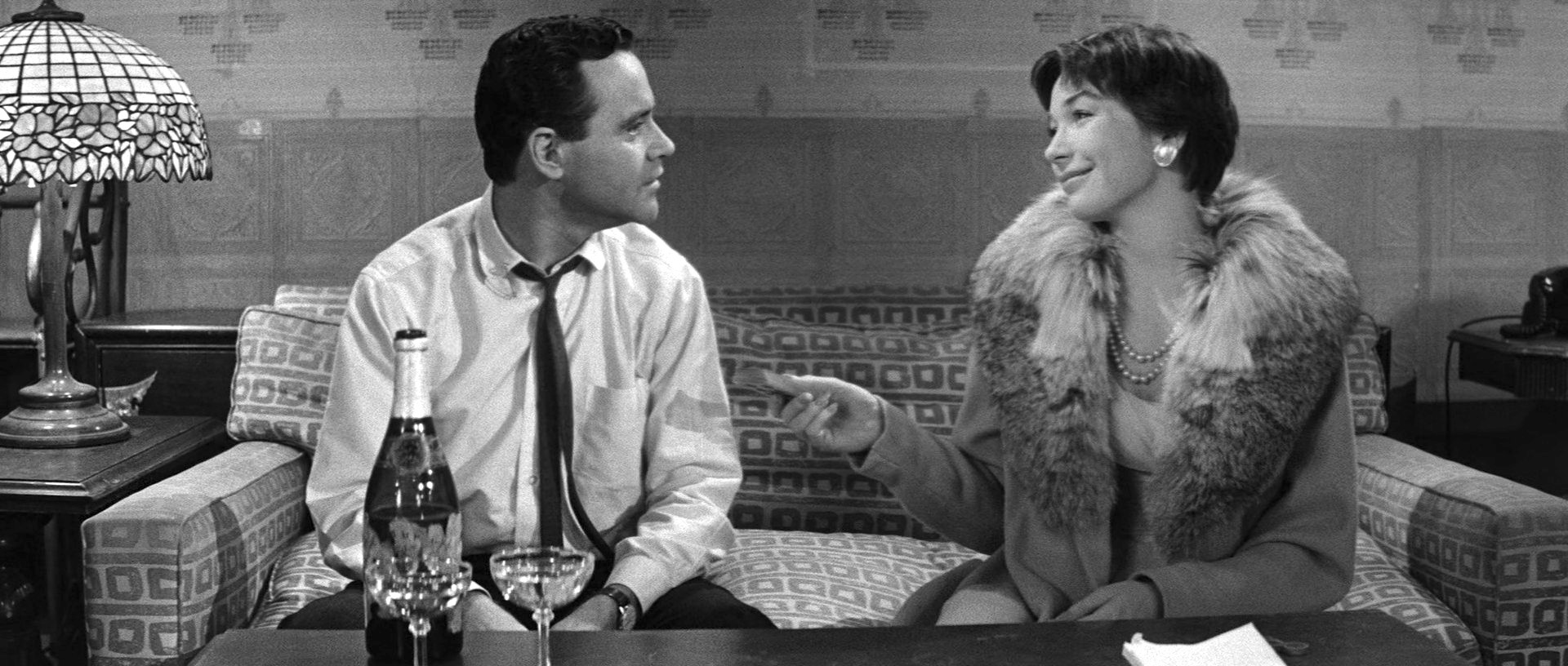
Jack Lemmon e Shirley MacLaine nella scena finale

Il contabile C.C. Baxter, soprannominato "Bud" ("Ciccibello" nella versione italiana), lavora presso una grande compagnia di assicurazioni di New York e per aumentare le sue possibilità di carriera affitta il piccolo appartamento in cui vive ai suoi dirigenti per incontri extraconiugali, durante i quali se ne va in giro per la città. Tutto procede secondo questa routine fino a che non si innamora di Fran Kubelik, ascensorista del grattacielo in cui ha sede la compagnia e amante del capo del personale, Jeff Sheldrake.
Proprio Sheldrake, dietro consiglio di un collega, si rivolge a Baxter per ottenere l'uso dell'appartamento e la sua iniziale riluttanza viene vinta grazie ad una promozione ai "piani alti" della compagnia. Durante un incontro fra i due amanti la vigilia di Natale, Sheldrake comunica a Fran che non ha intenzione di chiedere il divorzio per sposarla, come invece le aveva promesso.
Amareggiata e umiliata, dopo che Jeff è uscito la ragazza tenta il suicidio, ma Baxter giunge appena in tempo per evitare il peggio. Quando informa Sheldrake dell'accaduto, la telefonata viene intercettata dalla segretaria ed ex-amante di quest'ultimo, che per vendetta e gelosia riferisce tutto alla moglie.
Cacciato di casa, Sheldrake riprende la relazione con Fran e torna a chiedere a Baxter la chiave dell'appartamento per trascorrervi con lei la notte di capodanno. Il giovane questa volta si rifiuta e si licenzia dalla compagnia, consegnandogli la chiave del bagno dei dirigenti anziché quella del proprio appartamento. Appresa la notizia durante il cenone, Fran si rende conto dei propri sentimenti e pianta in asso l'amante per correre da Baxter, che finalmente le confessa il suo amore.

## Produzione
Oltre che dal film del 1928 La folla diretto da King Vidor, Billy Wilder dichiarò di aver tratto ispirazione da Breve incontro di David Lean del 1945: «Ho sempre pensato che ci fosse un personaggio interessante, quello che prestava l'appartamento, un personaggio patetico e divertente, e ho portato questa idea con me». Un'altra fonte d'ispirazione fu lo scandalo che nel 1951 aveva coinvolto il produttore Walter Wanger, che il 13 dicembre aveva sparato all'agente Jennings Lang ritenendolo l'amante della moglie, l'attrice Joan Bennett.
La sceneggiatura, per la quale Wilder si avvalse di nuovo della collaborazione di I. A. L. Diamond, era solo a metà quando iniziarono le riprese alla fine del novembre 1959, una pratica consueta per il regista che in questo modo aveva la possibilità di sviluppare i personaggi in corso d'opera. Gli esterni notturni furono girati a Manhattan, tra Central Park, il Majestic Theatre e Columbus Avenue, mentre il resto del film fu realizzato ai Samuel Goldwyn Studios di West Hollywood dove i tecnici costruirono l'enorme interno dell'ufficio assicurativo, progettato appositamente per rappresentare la natura demoralizzante e impersonale dell'ambiente aziendale.
Il progetto iniziale di Wilder sarebbe stato quello di una commedia teatrale, ma fu costretto a riconsiderare la storia come soggetto cinematografico proprio dopo aver realizzato che l'imponente ufficio non poteva essere riprodotto nella sua interezza su un palcoscenico. Il set fu costruito su un'area di oltre 25.000 metri quadrati e Wilder ha descritto in seguito le tecniche utilizzate per ottenere le inquadrature che desiderava, compresa la prospettiva forzata con scrivanie di dimensioni sempre più piccole e l'impiego di attori progressivamente più bassi di statura seduti al lavoro. Ha anche affermato di aver assunto dei nani per le ultime file, anche se lo scenografo Alexandre Trauner ha dichiarato che gli attori nelle file più distanti erano in realtà dei bambini.
I quadri presenti nell'ufficio di Sheldrake, tra i quali quelli di artisti come Massimo Campigli e Paul Klee, provenivano dalla collezione personale di Wilder e anche il letto nell'appartamento di Baxter era di proprietà del regista, che lo aveva già usato cinque anni prima nel film Sabrina.

### Il cast
Wilder e Diamond, produttore associato oltre che co-sceneggiatore del film, scrissero L'appartamento espressamente per Jack Lemmon subito dopo aver finito le riprese di A qualcuno piace caldo. Lemmon accettò, come ha dichiarato in seguito, dopo che Wilder gli raccontò la storia ma senza aver letto neanche una pagina della sceneggiatura: «Avrei firmato anche se mi avesse detto che avrei dovuto recitare l'elenco telefonico».
La prima scelta per il ruolo di Jeff Sheldrake fu Paul Douglas, ma il noto caratterista ed ex cronista sportivo morì improvvisamente l'11 settembre 1959 all'età di 52 anni, due mesi prima dell'inizio delle riprese, e il ruolo fu quindi offerto a Fred MacMurray. Inizialmente l'attore si mostrò riluttante a interpretare un personaggio così odioso, visto che il pubblico lo associava a ruoli da bravo ragazzo, personaggi romantici e comici. Alla fine però accettò la parte, soprattutto dopo aver ripensato a quanto di analogo era successo per quella dell'omicida Walter Neff nel classico noir del 1944 La fiamma del peccato, diretto sempre da Billy Wilder.
Il ruolo del dottor Dreyfuss fu pensato per l'attore canadese Lou Jacobi, ma i produttori della rappresentazione in cui era impegnato a Broadway non gli consentirono di partecipare al film e la scelta ricadde sul connazionale Jack Kruschen, che alla fine ricevette anche una candidatura all'Oscar come miglior attore non protagonista.

## Distribuzione
Il film fu proiettato in anteprima a New York il 15 giugno 1960 e a Los Angeles il 21 giugno. La première europea si tenne il 20 luglio a Londra e il 26 agosto fu presentato alla Mostra del cinema di Venezia.

### Date di uscita
- Stati Uniti (The Apartment) – 15 giugno 1960
- Regno Unito (The Apartment) – 20 luglio 1960
- Francia (La garçonnière) – 16 settembre 1960
- Germania Ovest (Das Appartement) – 16 settembre 1960
- Sudafrica (The Apartment) – 1 ottobre 1960
- Italia (L'appartamento) – 6 ottobre 1960
- Giappone (Apâto no kagi kashimasu) – 8 ottobre 1960
- Argentina (Piso de soltero) – 25 ottobre 1960
- Finlandia (Poikamiesboksi) – 28 ottobre 1960
- Austria (Das Appartement) – 2 dicembre 1960
- Danimarca (Nøglen under måtten) – 26 dicembre 1960

- Svezia (Ungkarlslyan) – 16 gennaio 1961
- Turchia (Garsoniyer) – 23 febbraio 1961
- Messico (Piso de soltero) – 23 marzo 1961
- Ungheria (A legénylakás) – 27 luglio 1961
- Norvegia (Ungkarsleiligheten) – 4 settembre 1961
- Hong Kong (公寓春光) – 26 ottobre 1961
- Portogallo (O Apartamento) – 9 novembre 1961
- Spagna (El apartamento) – 23 dicembre 1962
- Germania Est (Das Appartement) – 6 settembre 1963
- Cecoslovacchia (Byt) – 4 ottobre 1963

## Accoglienza

### Incassi
Realizzato con un budget di 3 milioni di dollari, il film incassò oltre 18 milioni negli Stati Uniti (8º maggior successo al botteghino nel 1960) e circa 6 milioni nel resto del mondo, per un incasso complessivo di 24,6 milioni.

### Critica
Il sito Rotten Tomatoes riporta il 94% di recensioni con un giudizio positivo, con un voto medio di 8,5 su 10.
Alla sua uscita il film ottenne ottime recensioni. Sul New York Times il critico Bosley Crowther lo definì «gioioso, delicato e romantico», aggiungendo che «Wilder ha fatto molto più che scrivere il film. La sua regia è geniale e sicura, illuminata da piccoli tocchi brillanti e mantenuta su una ferma linea sardonica». Crowther affermò anche che Jack Lemmon si era guadagnato «la precedenza come comico americano di punta in virtù del suo lavoro in questo film», che segnò per l'attore anche l'inizio di una transizione da ruoli puramente comici a ruoli drammatici, culminata nel 1962 con quello dell'alcolista Joe Clay in I giorni del vino e delle rose. Anche il Time sottolineò in particolare la prova di Lemmon («sicuramente il giovane attore comico più sensibile e raffinato di Hollywood»), mentre Newsweek giudicò L'appartamento «un film molto divertente che trova posto tra le migliori commedie che Hollywood abbia mai realizzato».
Anche negli stati del blocco sovietico il film incontrò i favori della critica, che lo vide come un'accusa al sistema americano e una storia che sarebbe potuta accadere solo in una città capitalista come New York. Ad una cena organizzata in suo onore a Berlino Est, Billy Wilder disse che una storia del genere «potrebbe accadere ovunque, a Hong Kong, Tokyo, Roma, Parigi, Londra», aggiungendo che l'unico posto in cui non poteva accadere era Mosca. I tedeschi scoppiarono in un fragoroso applauso, che si trasformò in un cupo silenzio quando il regista proseguì: «Il motivo per cui questo film non poteva avere luogo a Mosca è che a Mosca nessuno possiede un appartamento suo».

## Riconoscimenti
L'appartamento è stata l'ultima pellicola girata interamente in bianco e nero a vincere l'Oscar al miglior film fino al 2012, anno in cui il premio è andato a The Artist di Michel Hazanavicius. Il film Schindler's List - La lista di Schindler di Steven Spielberg, vincitore dell'Oscar nel 1994, pur essendo stato girato quasi completamente in bianco e nero presenta infatti alcune scene del tutto o parzialmente a colori.
- 1961 - Premio Oscar
  - Miglior film a Billy Wilder
  - Miglior regista a Billy Wilder
  - Migliore sceneggiatura originale a Billy Wilder e I. A. L. Diamond
  - Miglior montaggio a Daniel Mandell
  - Migliore scenografia (bianco e nero) a Alexandre Trauner e Edward G. Boyle
  - Candidatura Miglior attore protagonista a Jack Lemmon
  - Candidatura Miglior attrice protagonista a Shirley MacLaine
  - Candidatura Miglior attore non protagonista a Jack Kruschen
  - Candidatura Miglior fotografia (bianco e nero) a Joseph LaShelle
  - Candidatura Miglior sonoro a Gordon E. Sawyer (Samuel Goldwyn Studio)
- 1961 - Golden Globe
  - Miglior film commedia
  - Miglior attore in un film commedia o musicale a Jack Lemmon
  - Miglior attrice in un film commedia o musicale a Shirley MacLaine
  - Candidatura Miglior regista a Billy Wilder
- 1960 - Festival di Venezia
  - Coppa Volpi alla migliore attrice a Shirley MacLaine
  - Candidatura al Leone d'oro a Billy Wilder
- 1961 - Premio BAFTA
  - Miglior film internazionale a Billy Wilder
  - Miglior attore straniero a Jack Lemmon
  - Migliore attrice straniera a Shirley MacLaine
- 1960 - National Board of Review of Motion Pictures Awards
  - Migliori 10 film
- 1961 - Directors Guild of America Award
  - Miglior regista cinematografico a Billy Wilder
- 1960 - New York Film Critics Circle Awards
  - Miglior film (ex aequo con Figli e amanti)
  - Miglior regista a Billy Wilder (ex aequo con Jack Cardiff)
  - Miglior sceneggiatura a Billy Wilder e I. A. L. Diamond
- 1961 - Writers Guild of America Award
  - Migliore sceneggiatura a Billy Wilder e I. A. L. Diamond
- 1961 – Laurel Awards
  - Migliore commedia
  - Miglior interpretazione drammatica femminile a Shirley MacLaine
  - Miglior interpretazione comica maschile a Jack Lemmon
- 1964 – Cinema Writers Circle Awards
  - Miglior film straniero

## Colonna sonora
La colonna sonora del film fu composta da Adolph Deutsch, già vincitore di tre premi Oscar, ed eseguita dalla Hollywood Studio Symphony Orchestra diretta da Mitchell Powell. Fu pubblicata dalla United Artists Records dopo l'uscita del film e nel 1961 ricevette una candidatura ai Grammy Awards per la migliore colonna sonora o musica da film/tv.
Oltre a composizioni originali sono presenti rivisitazioni di brani quali Jealous Lover, scritta dal britannico Charles Williams e già utilizzata nel 1949 per The Romantic Age di Edmond T. Gréville. La versione realizzata per questo film, intitolata Theme from The Apartment, fu eseguita dal duo di pianisti statunitensi Ferrante & Teicher e raggiunse una notevole popolarità.

### Tracce
1. Main Title - Theme from The Apartment – 1:50
2. Lonely Room – 3:05
3. Where Are You From – 2:15
4. Ring a Ding Ding – 1:30
5. So Fouled Up – 2:05
6. Tavern In Town – 1:30
7. Hong Kong Blues – 3:16
8. Theme from The Apartment – 3:30
9. Career March – 3:10
10. Blue Christmas – 2:00
11. Kicked In the Head – 2:45
12. Little Brown Jug – 1:30
13. Office Workers – 2:10
14. This Night – 3:30

## Adattamento teatrale
Otto anni dopo l'uscita del film, il commediografo Neil Simon scrisse un adattamento teatrale intitolato Promises, Promises, un musical con le musiche di Burt Bacharach e i testi di Hal David, che debuttò a Broadway il 1º dicembre 1968 adattato anche in italiano da Garinei e Giovannini e interpretato da Johnny Dorelli e Catherine Spaak nel 1970.